# Serrat del Formigó
El Serrat del Formigó és una serra situada al municipi de la Cellera de Ter a la comarca de la Selva, amb una elevació màxima de 750 metres.